# Chenanisaurus

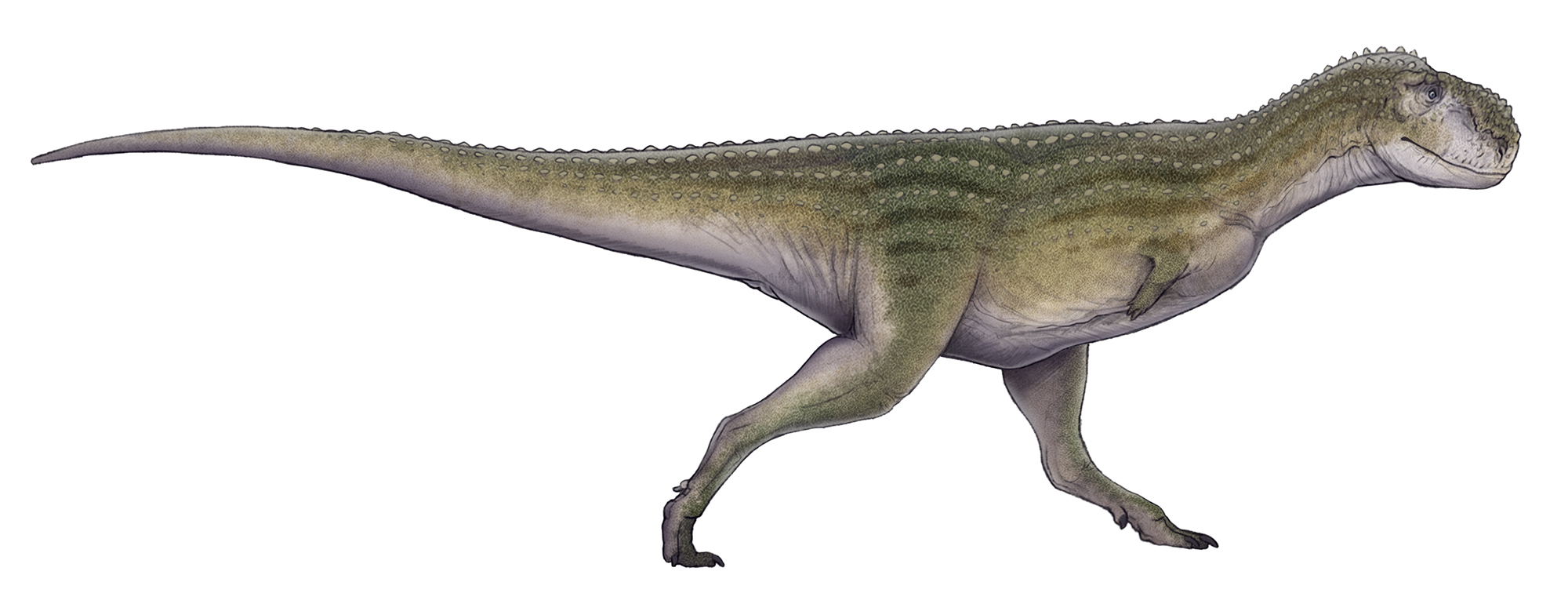
Chenanisaurus zou er zo uit kunnen zien

Chenanisaurus barbaricus is een vleesetende theropode dinosauriër, behorend tot de Neoceratosauria, die tijdens het late Krijt leefde in het gebied van het huidige Marokko.

## Vondst en naamgeving
In 2017 benoemden en beschreven Nicholas R. Longrich, Xabier Pereda-Suberbiola, Nour-Eddine Jalil, Fatima Khaldoune en Essaid Jourani de typesoort Chenanisaurus barbaricus. De geslachtsnaam verwijst naar de vindplaats, de fosfaatmijn van Sidi Chennane. De soortaanduiding verwijst naar Barbarije, een oude naam voor het gebied van Marokko.
Het holotype, OCP DEK-GE 772, is gevonden in het derde, onderste, fossielhoudende bed van de mijn, de Couche III, een laag die dateert uit het laatste Maastrichtien, ongeveer zesenzestig miljoen jaar oud. Het bestaat uit het voorste dentarium van de linkeronderkaak met erin nog drie tandkronen en vier tandwortels. Het behoort tot de collectie van het Office Cherifien des Phosphates. Het is geprepareerd door Remmert Schouten. De specimina OCP DEK-GE 457 en OCP DEK-GE 458 bestaande uit twee premaxillaire tanden en WDC-CCPM-005, een maxillaire tand, zijn aan de soort toegewezen. De laatste tand was in 2005 al beschreven door Eric Buffetaut. De herkomst ervan is onzeker. De twee andere tanden zijn gevonden bij Sidi Daoui.

## Beschrijving

### Grootte en onderscheidende kenmerken

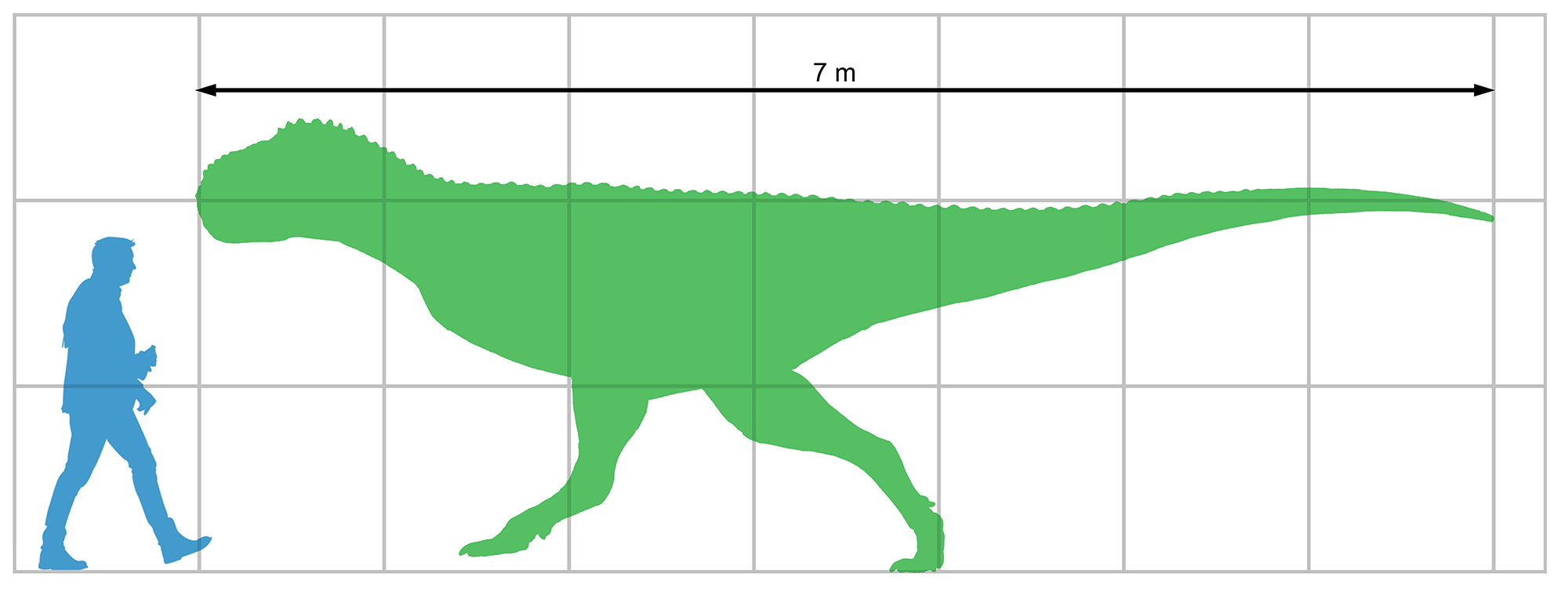
Een groottevergelijking met een mens, uitgaande van een lengte van zeven meter

Chenanisaurus is een grote abelisauride waarvan de lengte op zo'n acht meter geschat is.
De beschrijvers wisten enkele onderscheidende kenmerken vast te stellen. De onderkaak is hoog. Het dentarium is gebogen in zijaanzicht. De horizontale zijgroeve en de daarbij verbonden openingen voor de aderkanalen liggen hoog op het buitenvlak van het dentarium. De voorste bovenrand van het dentarium is naar beneden gekromd. De symfyse van de onderkaken is zwaargebouwd waarbij de voorrand in zijaanzicht verticaal loopt. De voorste kaakpunten zijn breed in bovenaanzicht, elkaar onder een stompe hoek ontmoetend.

### Onderkaken
Het meest opvallende kenmerk van de onderkaak is de extreme hoogte, zeker in vergelijking met de vrij korte tanden. Dit lijkt erop te wijzen dat de kaak ook zeer kort is met een bouw nog extremer dan bij Carnotaurus. De kaak buigt naar voren toe naar onder om te eindigen in een stompe hoge punt. Achteraan is er een diepe hoge zijgroeve met erboven een rij foramina die naar boven toe openen in een reeks verticale trogjes. De hoge positie is een basaal kenmerk. De buitenste onderzijde toont een ornamentering van putten en vervlochten richels. Vooraan zijn de interdentaalplaten zeer hoog maar naar achteren worden ze snel lager. De tandkassen zijn rechthoekig in bovenaanzicht.
De kaak draagt minstens tien tanden. Die zijn relatief slank maar de voorste hebben een D-vormige dwarsdoorsnede met de bolling naar buiten gericht; de achterste zijn dolkvormig en meer afgeplat. De snijranden zijn bol en dragen tot dertien vertandingen per vijf strekkende millimeter aan de basis, tot acht aan het spits. Ze hebben kleine bloedgroeven. Het email heeft een onregelmatige structuur zonder duidelijke ornamentering.

## Fylogenie

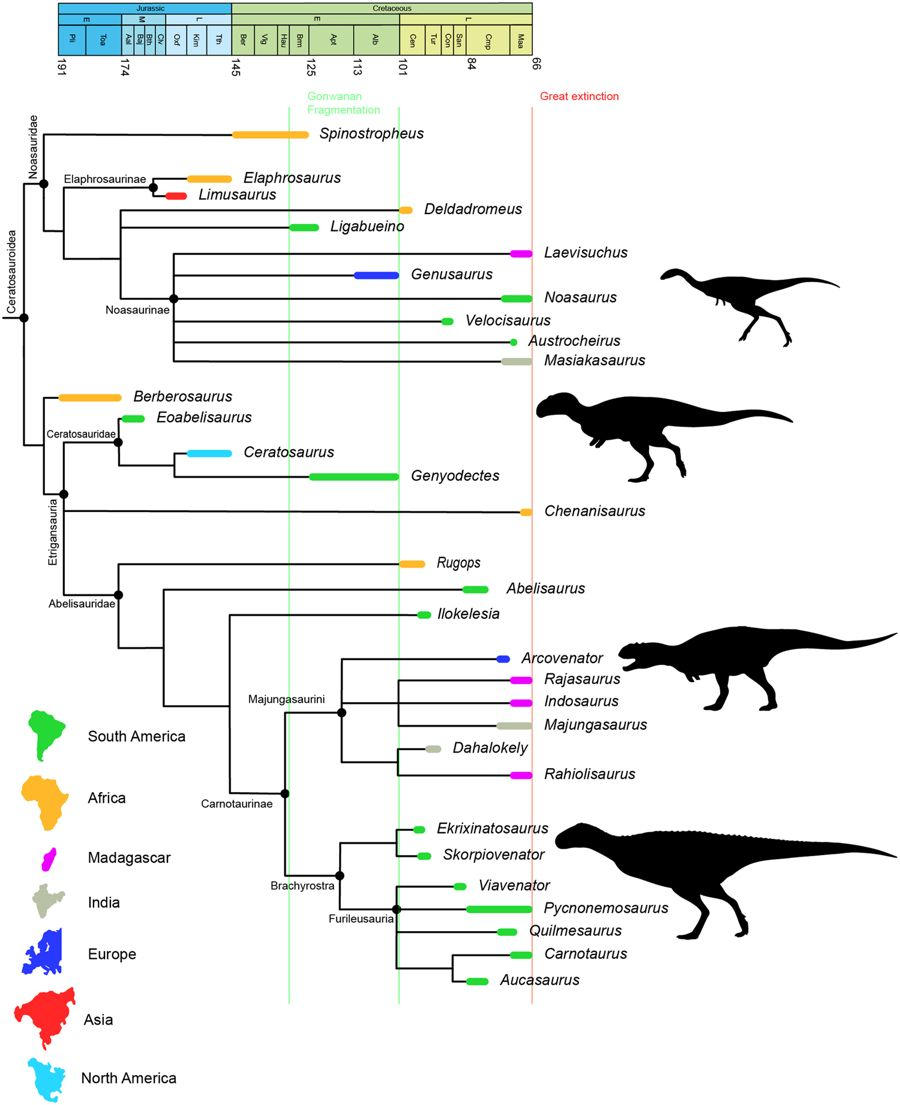
Een mogelijke positie van Chenanisaurus in de stamboom

Chenanisaurus werd in de Abelisauridae geplaatst, in een basale positie buiten de Abelisaurinae en Carnotaurinae.

## Levenswijze
Chenanisaurus was een roofdier. Gezien zijn grootte kan hij op vrij omvangrijke prooien gejaagd hebben. De korte kop bij de Abelisauridae met hoge kaken waarin vooraan stevige tanden, is verklaard als een aanpassing aan een speciale jachttactiek waarbij het dier met opengesperde muil een prooi ramde teneinde er een homp vlees uit te scheuren. In dezelfde lagen zijn resten van Titanosauria gevonden, gepantserde Sauropoda met een zware romp die zulke extreme aanvallen nodig zouden hebben gemaakt. De beschrijvers wezen erop dat ook op de andere continenten waarin Gondwana uiteen was gevallen tijdens het Opper-Krijt zo'n combinatie van titanosauriërs en abelisauriden de fauna bepaalt.